# Бёгёлёх
Бёгёлё́х — река в Абыйском и Момском улусах Якутии, правый приток Буор-Юряха. Длина реки — 273 км. Площадь водосборного бассейна — 1310 км².
Исток Бёгёлёха находится в Момском районе, образуется за счет бифуркации реки Бадяриха в Ожогинском доле на высоте более 103 м над уровнем моря. Течёт преимущественно в северном и северо-западном направлении по заболоченной лесотундре. В низовьях встречается большое число некрупных озёр, из некоторых принимает сток. Река активно меандрирует. Впадает в Буор-Юрях по правому берегу на отметке около 32 м над уровнем моря, в 81 км от устья Буор-Юряха, ниже впадения Метиса. Ширина перед устьем — 42 м при глубине 1,1 м. 
Населённые пункты на реке отсутствуют. Основной приток — безымянная река длиной 36 км (левый).

## Данные водного реестра
По данным государственного водного реестра России и геоинформационной системы водохозяйственного районирования территории РФ, подготовленной Федеральным агентством водных ресурсов:
- Бассейновый округ — Ленский
- Речной бассейн — Индигирка
- Речной подбассейн — нет
- Водохозяйственный участок — Индигирка от впадения Момы до водомерного поста Белая Гора
- Код водного объекта — 18050000312117700060622